# Tenger vloksteeltje
Het tenger vloksteeltje (Flammulaster gracilis) is een schimmel behorend tot de familie Tubariaceae. Het leeft saprotroof op de grond, in tuin en loofbos.

## Verspreiding
In Nederland komt het tenger vloksteeltje uiterst zeldzaam voor. Het staat op de rode lijst in de categorie 'Ernstig Bedreigd'.